# Parafia Matki Bożej Fatimskiej w Nowej Wsi Przywidzkiej
Parafia Matki Bożej Fatimskiej w Nowej Wsi Przywidzkiej – parafia rzymskokatolicka, znajdująca się w archidiecezji gdańskiej, w dekanacie Kolbudy.